# 科特迪瓦刺果藤
科特迪瓦刺果藤（学名：Byttneria ivorensis），是科特迪瓦特有的一种刺果藤属植物。它们的栖息地位于潮湿的半落叶林边缘。现时其仅有一具于1896年采集的标本，相信它们已经灭绝。